# 塩谷和彦
塩谷 和彦（しおたに かずひこ、1974年5月27日 - ）は、兵庫県高砂市出身の元プロ野球選手（内野手、外野手、捕手）。

## 経歴

### プロ入り前
神港学園神港高校では1991年、2年生時に三塁手、4番打者として夏の甲子園県予選決勝に進むが、安達智次郎、黒田哲史を主軸とする村野工に敗退。翌1992年には捕手に回り夏の甲子園に出場。3回戦に進むが池田高に惜敗。同年秋のプロ野球ドラフト会議にて阪神タイガースから6位指名を受けて入団。入団時に「契約金で母の墓を建てる」と発言した。

### 阪神時代
当時の阪神の捕手には山田勝彦、木戸克彦、関川浩一らが在籍しており、塩谷だけ捕手としては出場機会に恵まれず、二軍暮らしが続いていた。
1996年10月9日のシーズン最終戦となる中日ドラゴンズ戦で塩谷が1回裏に中西清起への代打で起用され、プロ初本塁打となる満塁本塁打を打ったことで阪神は日本プロ野球史上初となる「1イニング満塁本塁打2本」を記録した。なお、同じ回に1本目となる満塁本塁打を打ったのは新庄剛志であった。
塩谷の入団後にも、同じ捕手の矢野輝弘や吉本亮が阪神へ移籍してきたため1998年に出場機会を増やすべく内野手（主に三塁手）に転向すると打撃が安定して、たびたび公式戦に出場するようになり14試合に出場した。
1999年は44試合に出場し、打率.282、3本塁打を記録した。
2000年は48試合に出場したが、これが塩谷の阪神でのシーズン最多出場であった。しかし打率は前年より下がった。
2001年は29試合の出場に終わった。オフに斉藤秀光との交換トレードでオリックス・ブルーウェーブへ移籍。

### オリックス時代
移籍1年目の2002年は就任1年目の石毛宏典監督のもと99試合に出場した。
2003年は自身初の規定打席到達を果たす。7月下旬から9月上旬にかけて24試合連続安打を記録するなどキャリアハイの123試合出場、打率.307、8本塁打、46打点、7盗塁の成績を残し、オールスターゲームへの初出場も果たした。移籍後からこの年までは、本職の三塁手ではなく外野手、一塁手としての出場がメインだった。翌年から三塁手へ復帰。
2004年7月16日、17日の対西武戦（ヤフーBB）では2試合続けてのサヨナラ勝ち（16日は満塁でサヨナラ押し出し死球、17日はサヨナラ本塁打）に貢献している。同年は101試合の出場で規定打席到達はならなかったものの、本塁打は自己最多の9本で打率.269、48打点、2盗塁の成績を残す。同年末の分配ドラフトにより引き続きオリックスの選手となった。
翌2005年は合併によって近鉄の選手が入団したことでライバルが増え、16試合の出場に留まった。オフに戦力外通告を受け退団した。

### SK時代
2005年12月5日にKBOのSKワイバーンズと契約。入来智らに続いて3人目、野手としては初の「日本人選手」（韓国名での登録名でない選手、助っ人外国人としての扱いを受けた選手）だった。
2006年5月初旬に左手甲に死球を受けて骨折し戦線から離脱した。復帰に時間がかかるため戦力にならないと判断され、塩谷も帰国を望んだため6月14日に契約を解除された。塩谷はその後、現役を引退した。

### 引退後
2010年、福井ミラクルエレファンツ（ベースボール・チャレンジ・リーグ）の打撃・守備コーチに就任したが、シーズン開幕の前日である4月2日、一身上の都合を理由に突然辞任を表明した。

## 詳細情報

### 年度別打撃成績
| 年 度     | 球 団      | 試 合 | 打 席 | 打 数 | 得 点 | 安 打 | 二 塁 打 | 三 塁 打 | 本 塁 打 | 塁 打 | 打 点 | 盗 塁 | 盗 塁 死 | 犠 打 | 犠 飛 | 四 球 | 敬 遠 | 死 球 | 三 振 | 併 殺 打 | 打 率 | 出 塁 率 | 長 打 率 | O P S |
| --------- | ---------- | ----- | ----- | ----- | ----- | ----- | -------- | -------- | -------- | ----- | ----- | ----- | -------- | ----- | ----- | ----- | ----- | ----- | ----- | -------- | ----- | -------- | -------- | ----- |
| 1995      | 阪神       | 8     | 4     | 4     | 0     | 0     | 0        | 0        | 0        | 0     | 0     | 0     | 0        | 0     | 0     | 0     | 0     | 0     | 1     | 0        | .000  | .000     | .000     | .000  |
| 1996      | 阪神       | 9     | 8     | 8     | 1     | 2     | 0        | 0        | 1        | 5     | 4     | 0     | 0        | 0     | 0     | 0     | 0     | 0     | 0     | 1        | .250  | .250     | .625     | .875  |
| 1997      | 阪神       | 5     | 5     | 5     | 0     | 0     | 0        | 0        | 0        | 0     | 0     | 0     | 0        | 0     | 0     | 0     | 0     | 0     | 0     | 0        | .000  | .000     | .000     | .000  |
| 1998      | 阪神       | 14    | 19    | 19    | 1     | 2     | 0        | 0        | 0        | 2     | 1     | 0     | 0        | 0     | 0     | 0     | 0     | 0     | 6     | 0        | .105  | .105     | .105     | .211  |
| 1999      | 阪神       | 44    | 127   | 117   | 11    | 33    | 3        | 0        | 3        | 45    | 7     | 1     | 1        | 0     | 0     | 10    | 0     | 0     | 23    | 2        | .282  | .339     | .385     | .723  |
| 2000      | 阪神       | 48    | 120   | 107   | 11    | 27    | 2        | 0        | 2        | 35    | 12    | 1     | 0        | 1     | 0     | 12    | 0     | 0     | 15    | 1        | .252  | .328     | .327     | .655  |
| 2001      | 阪神       | 29    | 88    | 81    | 2     | 17    | 6        | 0        | 1        | 26    | 4     | 2     | 0        | 0     | 0     | 6     | 1     | 1     | 15    | 3        | .210  | .273     | .321     | .594  |
| 2002      | オリックス | 99    | 301   | 274   | 22    | 63    | 13       | 1        | 5        | 93    | 20    | 2     | 0        | 8     | 0     | 17    | 2     | 2     | 50    | 2        | .230  | .280     | .339     | .619  |
| 2003      | オリックス | 123   | 483   | 436   | 58    | 134   | 15       | 1        | 8        | 175   | 46    | 7     | 4        | 5     | 4     | 37    | 1     | 1     | 74    | 13       | .307  | .360     | .401     | .761  |
| 2004      | オリックス | 101   | 389   | 360   | 40    | 97    | 12       | 1        | 9        | 138   | 48    | 2     | 3        | 8     | 2     | 14    | 5     | 5     | 48    | 20       | .269  | .304     | .383     | .688  |
| 2005      | オリックス | 16    | 36    | 34    | 2     | 6     | 3        | 0        | 0        | 9     | 3     | 0     | 0        | 0     | 0     | 2     | 0     | 0     | 3     | 3        | .176  | .222     | .265     | .487  |
| 2006      | SK         | 23    | 103   | 91    | 15    | 27    | 4        | 0        | 3        | 40    | 19    | 1     | 0        | --    | --    | 7     | --    | 2     | 12    | 2        | .297  | .350     | .440     | .789  |
| NPB：11年 | NPB：11年  | 496   | 1580  | 1445  | 148   | 381   | 54       | 3        | 29       | 528   | 145   | 15    | 8        | 22    | 6     | 98    | 9     | 9     | 235   | 45       | .264  | .313     | .365     | .679  |
| KBO：1年  | KBO：1年   | 23    | 103   | 91    | 15    | 27    | 4        | 0        | 3        | 40    | 19    | 1     | 0        | --    | --    | 7     | --    | 2     | 12    | 2        | .297  | .350     | .440     | .789  |

### 記録
NPB初記録
- 初出場：1995年7月31日、対横浜ベイスターズ14回戦（阪神甲子園球場）、5回表に捕手として出場
- 初安打：1996年10月1日、対横浜ベイスターズ25回戦（阪神甲子園球場）、9回裏に関口伊織から
- 初本塁打・初打点：1996年10月9日、対中日ドラゴンズ26回戦（阪神甲子園球場）、1回裏に中西清起の代打として出場、金森隆浩から左越満塁本塁打
- 初先発出場：1997年8月11日、対中日ドラゴンズ20回戦（ナゴヤドーム）、7番・三塁手として先発出場
- 初盗塁：1999年8月13日、対ヤクルトスワローズ20回戦（大阪ドーム）、9回裏に二盗（投手：伊藤智仁、捕手：古田敦也）

NPBその他記録
- 24試合連続安打（2003年）
- チーム1イニング2満塁本塁打（上記、初本塁打 1本目：新庄剛志、2本目：塩谷） ※史上初
- オールスターゲーム出場：1回（2003年）

### 背番号
- 62（1993年 - 1998年）
- 40（1999年 - 2001年）
- 41（2002年）
- 6（2003年 - 2005年）
- 10（2006年）
- 76（2010年）